# Hydriastele procera
Hydriastele procera är en enhjärtbladig växtart som först beskrevs av Carl Ludwig von Blume, och fick sitt nu gällande namn av William John Baker och Adrian H.B. Loo. Hydriastele procera ingår i släktet Hydriastele och familjen Arecaceae. Inga underarter finns listade i Catalogue of Life.